# Paqui Bartual Bermell
Francisca Paqui Bartual Bermell (Xirivella, 1979) és una política i mestra valenciana, alcaldessa del seu municipi des de 2023 i diputada a les Corts Valencianes en la XI Legislatura.
Diplomada en magisteri per la Universitat de València, Paqui Bartual milita al Partit Popular de la Comunitat Valenciana (PP) des d'on ha exercit de regidora a l'Ajuntament de Xirivella des de les eleccions de 2011, quan el candidat Enrique Ortí (PP) aconsegueix treure al PSPV del govern municipal i Bartual es converteix en regidora d'educació. Renova l'acta a les eleccions de 2015 i 2019, tot i que des de l'oposició.
L'any 2021 es triada secretària local del PP i a les eleccions municipals de 2023 encapçala les llistes del partit i aconsegueix accedir a l'alcaldia sense majoria absoluta i amb el suport de Vox. Aquest mateix any també és triada diputada a les Corts Valencianes per la circumscripció de València. A més a més, el febrer de 2025, assumeix la presidència de la Federació Valenciana de Municipis i Províncies després que l'anterior presidenta Rocio Cortés fóra apartada després de perdre la condició d'alcaldessa de Requena.